# أعلنت عليك الحب
أَعْلَنْتُ عَلَيْكَ الحُبَّ هي رواية للكاتبة السوريّة غادة السمان صدرت الطبعة الأولى في مار س 1976.

## المحتوى
تناولت غادة السمان في كتابها أعلنت عليك الحب العديد من المواضيع العاطفية والشاعرية العارمة، على غِرار الحب حيث يعدُّ الحب أهم موضوع في الكتاب، إذ تتحدث غادة في قصائدها عن الحب بشكل مبالغ فيه، وهو الشكل الذي يجعل المرأة واقعة في حبِّ الرجل في الصباح والمساء وفي جميع الأوقات بشكل جنوني لا واعٍ، وتعبر عن قوة الحبِّ التي اخترقتها وأصابت قلبها وما إلى هنالك من أمور تتعلق بمصيدة الحب. تحدثت في كتابها أيضًا عن الفراق حيثُ لا بدَّ من مشاعر الفراق عند الحديث عن الحب، أشارت غادة السمان إلى قسوة مشاعر الفراق على العاشق، من خلال العديد من القصائد، فالفراق هو آخر مسمار في نعش القلب كما عبَّرت عنه، حيثُ يحمل القلب إلى مثواه الأخير جاعلة منه فجيعة تشبه فجيعة الموت. تُعرّج الكاتبة السوريّة على موضوع الحريّة فلا تستطيعُ غادة تحييد مشاعر الحرية التي تتفجَّر داخلها في كل لحظة، فهي في الحب وفي كل شيء تنشد الحرية بأقصى حدودها كما تقول، وتُشير إلى حالة التشرد التي تُجسّد الحرية في تنقل الكاتبة بين المقاهي والشواطئ حرةً دون قيد لا يحكمها إلا قيد الحب والعشق والشوق، وتصلُ إلى موضوع السفر والذي تُشير له السمان في كثيرٍ من كتاباتها سواء بشكل مباشر أم غير مباشر، فهي – كما وصفها بعضُ النقاد – طائرٌ حر يعشق السفر بشكل دائم ومستمر، دون التقيّد بحدود أو قيود، ودون تحديد زمان أو مكان.

## الطبعات
صدرت للرواية عدة طبعات على مر السنين
- الطبعة الأولى : آذار (مارس) 1976
- الطبعة الثانية : حزيران (يونيو) 1977
- الطبعة الثالثة : آذار (مارس) 1978
- الطبعة الرابعة : أيلول (سبتمبر) 1978
- الطبعة الخامسة : أيلول (سبتمبر) 1979
- الطبعة السادسة: تشرين الأول (أكتوبر) 1980
- الطبعة السابعة : شباط (فبراير) 1983
- الطبعة الثامنة : حزيران (يونيو) 1985
- الطبعة التاسعة : كانون الأول (ديسمبر) 1989
- الطبعة العاشرة : شباط (فبراير) 1996
- الطبعة الحادية عشر : 1999